# Fałszywy alarm wirusowy
Fałszywy alarm wirusowy – jedna z odmian łańcuszków internetowych rozsyłanych pocztą e-mail i skierowanych do odbiorców niezorientowanych w użytkowanym przez nich sprzęcie i oprogramowaniu.
Zawiera ostrzeżenie przed nowym, groźnym wirusem i zachęca do przekazania ostrzeżenia wszystkim korespondentom z własnej książki adresowej. Instruuje także adresata, w jaki sposób ma wykryć rzekomą infekcję, a następnie jak temu zaradzić. Zaleca sprawdzenie, czy w pamięci komputera znajduje się plik lub folder o podanej nazwie (najczęściej mający istotne znaczenie dla prawidłowego funkcjonowania komputera) i jego natychmiastowe skasowanie. Często taki plik jest trudno usunąć, należy wówczas użyć specjalnego programu lub poprosić o pomoc specjalistę.